# Gmina Žalec
Žalec – gmina w Słowenii. W 2006 roku liczyła 4800 mieszkańców. Ośrodek przemysłu spożywczego.

## Miejscowości
Miejscowości wchodzące w skład gminy Žalec:

- Arja vas
- Brnica
- Dobriša vas
- Drešinja vas
- Galicija
- Gotovlje
- Griže
- Hramše
- Kale
- Kasaze
- Levec
- Liboje
- Ložnica pri Žalcu
- Mala Pirešica
- Migojnice
- Novo Celje
- Pernovo
- Petrovče
- Podkraj
- Podlog v Savinjski Dolini
- Podvin
- Pongrac
- Ponikva pri Žalcu
- Ruše
- Spodnje Grušovlje
- Spodnje Roje
- Studence
- Šempeter v Savinjski dolini
- Velika Pirešica
- Vrbje
- Zabukovica
- Zalog pri Šempetru
- Zaloška Gorica
- Zavrh pri Galiciji
- Zgornje Grušovlje
- Zgornje Roje
- Žalec – siedziba gminy
- Železno